# اهرنشافت
اهرنشافت (به آلمانی: Ahrenshöft) یک شهر در آلمان است که در شلسویگ-هولشتاین واقع شده‌است.

## خصوصیات
اهرنشافت ۸٫۶۵ کیلومترمربع مساحت دارد ۵ متر بالاتر از سطح دریا واقع شده‌است.